# Kofisa
Die Kofisa SA mit Sitz in Genf war eine auf dem Gebiet des internationalen Waren- und Rohstoffhandels spezialisierte Schweizer Finanzdienstleistungsgesellschaft.
Das Unternehmen bot handelsbezogene Finanzdienstleistungen an. Hierzu zählten Handels- und strukturierte Finanzierungen wie Forfaitierung, Factoring, Diskontierung und weitere  mit Import und Export zusammenhängende Finanzierungsformen, das Bewirtschaften von handelsbezogenen Zahlungsströmen sowie Financial Engineering.
Das Unternehmen war ebenfalls im Erdölhandel tätig und war auf Dienstleistungen im Bereich Logistik, Versicherung und Transport spezialisiert.
Kofisa wurde 1973 als Joint Venture zwischen der türkischen Koç Gruppe und der italienischen Fiat-Gruppe gegründet. Beide Unternehmen haben ihre Anteile im Verlaufe der Zeit verkauft. Nachdem die Homepage bereits 2016 inaktiv war, wurde 2022 das Unternehmen liquidiert.